# Marek Lemsalu
Marek Lemsalu (Pärnu, 24 november 1972) is een voormalig profvoetballer uit Estland, die speelde als verdediger. Hij beëindigde zijn loopbaan in 2008 bij de Estische club Levadia Tallinn, en werd één keer gekozen tot Estisch voetballer van het jaar.

## Interlandcarrière
Onder leiding van bondscoach Uno Piir maakte Lemsalu zijn debuut voor het Estisch voetbalelftal op 11 juli 1992 in de wedstrijd tegen Litouwen (1-1) in Liepāja, net als Jaanus Veensalu van JK Tervis Pärnu. Lemsalu viel in dat duel na 58 minuten in voor Tarmo Linnumäe.

## Erelijst
FC Flora Tallinn
- Landskampioen

1993/94, 1994/95, 1997/98, 1998
- Beker van Estland

1994/95, 1997/98
- Estische Supercup

1998
- Estisch voetballer van het jaar

1996
 FC Levadia Tallinn
- Landskampioen

2006, 2007, 2008
- Beker van Estland

2007
- Meistriliiga "Speler van het Seizoen"

2006